# Visio Tnugdali

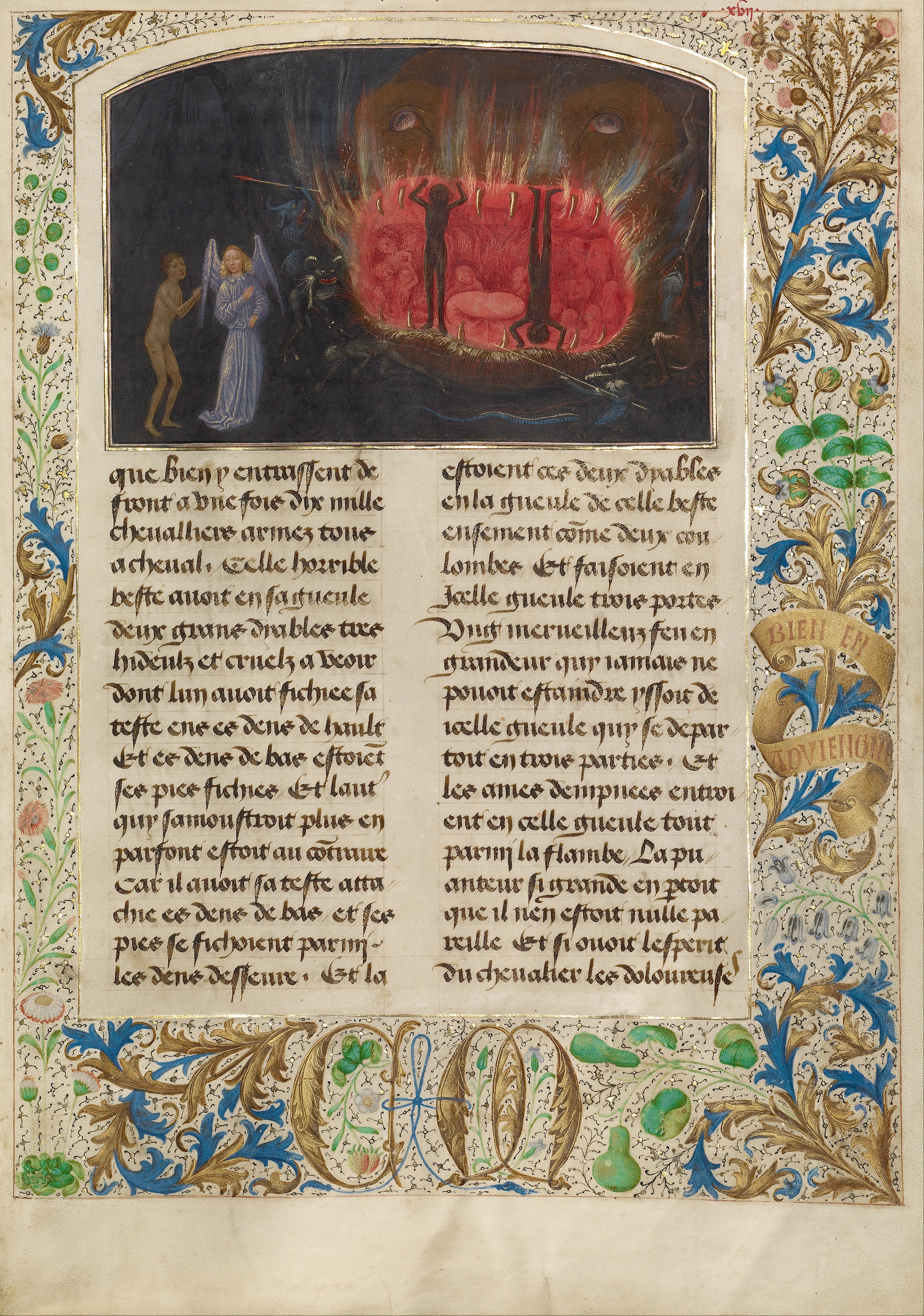
Karta z XV-wiecznego manuskryptu utworu, ilustrowanego przez Simona Marmiona

Visio Tnugdali (Widzenie Tundala) – popularny w średniowieczu utwór wizyjny, opowiadający o wizji zaświatów, której dostąpić miał irlandzki rycerz Tundal (łac. Tnugdalus, irl. Tnúthgal). Został napisany w XII wieku przez mnicha z iroszkockiego konwentu w Ratyzbonie.
Utwór powstał około 1149 roku, o jego autorze nie wiadomo nic bliższego poza tym, iż znany jest jako brat Marek. Fabuła wpisuje się w popularny w wiekach średnich motyw wędrówki po zaświatach. Osią fabuły, rozpoczynającej się w Cork w Irlandii, jest wizja której dostąpił młody rycerz Tundal, gdy leżał nieprzytomny trzy dni i noce po upadku z konia. Podczas gdy jego ciało leży bez oznak życia, dusza jest oprowadzana przez anioła po kolejnych kręgach piekła, czyśćca i raju. Doświadczona wizja skłania Tundala do zmiany sposobu życia na bardziej świątobliwy. Z charakterystycznych cech utworu należy wymienić szatana jako samemu cierpiącego męki na dnie piekła oraz fakt, iż w raju spotyka Tundal samych Irlandczyków. Piekło dzieli się w Widzeniu na górne, przeznaczone dla dusz oczekujących dopiero na sąd, i dolne, gdzie przebywają potępieni. Niebo składa się z trzech kręgów – dla świeckich, dla tych którzy dobrowolnie wyrzekli się dóbr doczesnych oraz dla świętych.
Już w XII wieku Widzenie doczekało się wierszowanych tłumaczeń na dialekty dolnoreński i bawarski, na początku XIII wieku powstał prozatorski przekład islandzki. Do końca XV wieku utwór przełożony był już na większość języków zachodniej Europy, a także czeski, białoruski i chorwacki. Należał też do pierwszych dzieł wydanych drukiem. Obrazy zawarte w Widzeniu Tundala wywarły wpływ na Boską komedię Dantego i malarstwo Boscha.